# Joschka Fischer
Joschka Fischer (rođ. Joseph Martin Fischer), Gerabronn, 12. travnja 1948., njemački je političar koji je obnašao dužnosti ministra vanjskih poslova i zamjenika kancelara u vladi Gerharda Schrödera 1998. – 2005.
Joschka Fischer je kao vrlo mlad sudjelovao u zapadnonjemačkim studentskom pokretima. Bio je dva puta poslanik u njemačkom Bundestagu 1983. – 85. i 1994. – 2006. zastupajući njemačku stranku zelenih (Die Grünen) (koja se od 1993. zove Bündnis 90/Die Grünen). Fischer je u periodu 1985. – 94. bio aktivan kao političar u pokrajini Hessen, obnašajući dužnosti pokrajinskog ministra za energiju i okolinu u periodima 1985. – 87. i 1991. – 94.
Na saveznim izborima 1998. stvorena je koalicija između SPD-a i stranke Bündnis 90/Die Grünen, tako da je Fischer dobio mjesto ministra vanjskih poslova. Joschka Fischer je obnašao tu dužnost do 2005. kada odlazi poslije izbora pošto je SPD ušao u koaliciju s CDU/CSU.

## Poznati govor
- Govor na Humboldtovo sveučilište u Berlinu 12. svibnja 2000. o budućnosti Europske unije.